# Биктово
Бикто́во (тат. Биектау) — село Агрызского района Республики Татарстан. Входит в состав Кудашевского сельского поселения.

## Этимология
Топоним произошёл от татарского слова «биек» (высокий) и оронимического термина «тау» (гора).

## География
Село расположено в 6,5 км к северо-востоку от центра поселения, сёла Кудашево, на речке Мувижа, недалеко от границы с Малопургинским районом Удмуртии. Расстояние до города Агрыз составляет по автодорогам 19,5 км на север. Имеется остановочный пункт 20 км Горьковской железной дороги.

### Часовой пояс
Село Биктово, как и весь Татарстан, находится в часовой зоне МСК (московское время). Смещение применяемого времени относительно UTC составляет +3:00.

## История
В «Списке населённых мест Российской империи», изданном в 1876 году, населённый пункт упомянут как владельческая деревня Пихтово 1-е 2-го стана Елабужского уезда Вятской губернии, при речке Искашуре, расположенная в 90 вёрстах от уездного города Елабуга, и казённая деревня Пихтово 2-е того же стана. В первой деревне насчитывалось 58 дворов и проживало 310 человек (154 мужчины и 156 женщин), имелись мечеть, почтовая станция и мельница; вторая деревня состояла из 3 дворов с 13 жителями (6 мужчин, 7 женщин).
В 1887 году в деревне Биктово Биктовского сельского общества Терсинской волости Елабужского уезда Вятской губернии проживало 593 человека (300 мужчин, 293 женщины) бывших помещичьих крестьян из татар в 105 дворах. Земельный надел составлял 508 десятин (включая 14,2 десятины усадебной земли), у жителей имелось 178 лошадей, 129 коров и 486 единиц мелкого скота (овец, свиней и коз). 121 человек занимался местными промыслами (в том числе 48 лопатников), 38 — отхожими (включая 13 торговцев лошадьми). Имелись татарское и русское училища, мечеть; было 0 грамотных и 9 учащихся.
По переписи 1897 года в деревне проживало 703 жителя (353 мужчины, 350 женщин), из них 701 магометанин.
В 1905 году в деревне Ильинской волости Елабужского уезда проживало 763 жителя (378 мужчин, 385 женщин) в 117 дворах.

## Население
| 1734 | 1859 | 1887 | 1897 | 1905 | 1920 | 1926 | 1938 | 1958 | 1970 | 1989 | 2002 | 2010 | 2015 |
| ---- | ---- | ---- | ---- | ---- | ---- | ---- | ---- | ---- | ---- | ---- | ---- | ---- | ---- |
| 108  | 323  | 593  | 703  | 763  | 988  | 797  | 905  | 426  | 288  | 222  | 206  | 191  | 187  |

Национальный состав
Согласно результатам переписи 2002 года, в национальной структуре населения татары составили 86 %.

## Инфраструктура
Имеются начальная школа, фельдшерско-акушерский пункт, сельский клуб, библиотека, почтовое отделение, магазин, в 2006 году асфальтирована дорога. Действует молочно-товарная ферма, неподалёку находится кладбище. Есть мечеть.
В селе четыре улицы — Колхозная, Мирная, Новая и Сайдашева.